# Kane Hodder

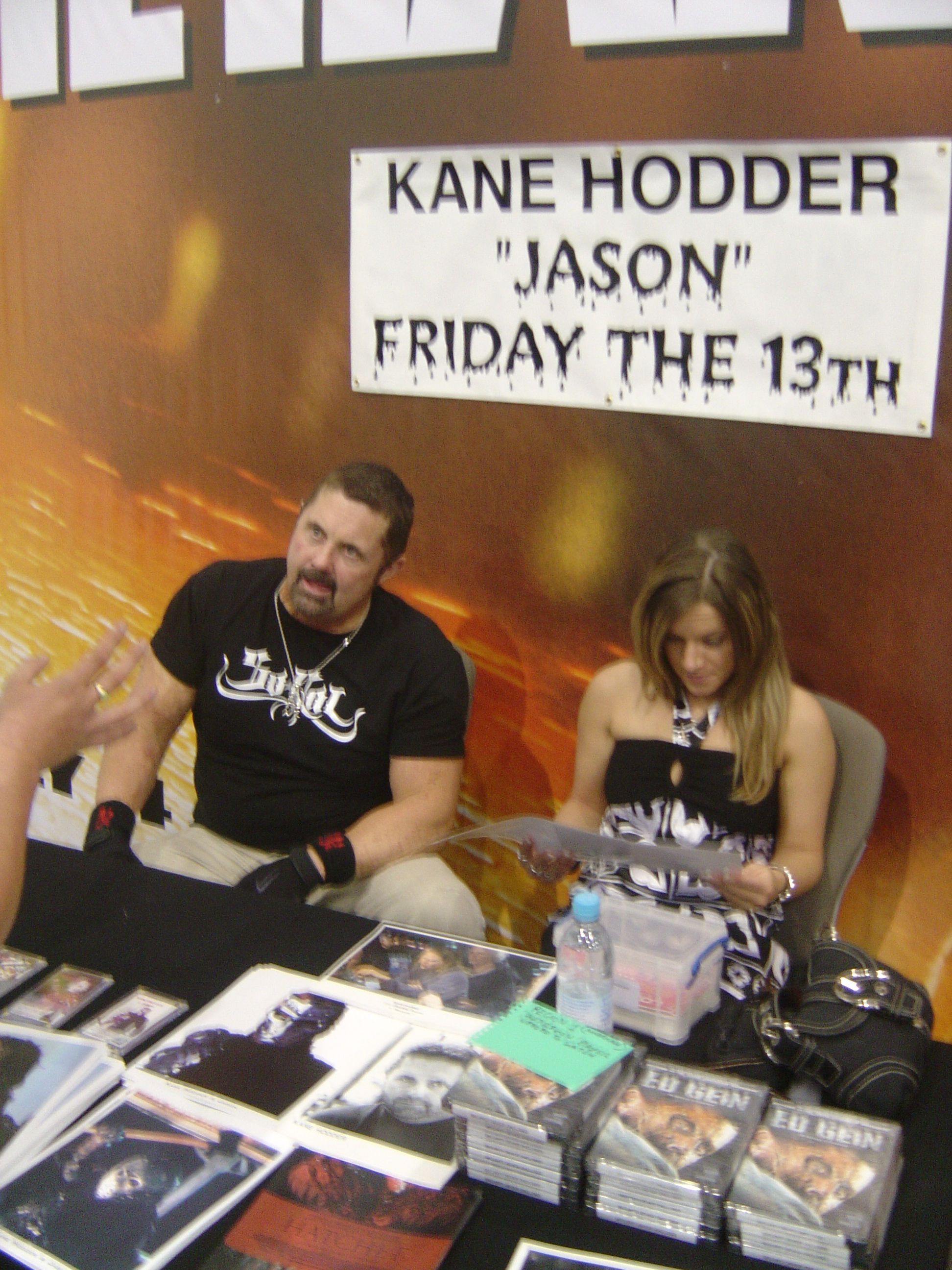
Kane Hodder (links)

Kane Warren Hodder (Auburn, 8 april 1955) is een Amerikaans stuntman en acteur. Hij speelde onder meer Jason Voorhees in Friday the 13th Part VII: The New Blood (1988), Friday the 13th Part VIII: Jason Takes Manhattan (1989), Jason Goes to Hell: The Final Friday (1993) en Jason X (2001). Hij maakte in 1983 zijn film- en stuntmandebuut met een naamloos rolletje in de actiefilm Lone Wolf McQuade, naast Chuck Norris en David Carradine.
De 1,92 meter lange Hodder was als stuntman sinds 1983 betrokken bij meer dan zestig films en speelde rollen en (voornamelijk) rolletjes in meer dan vijftig filmtitels. Zoals in Fire Down Below (1997). Behalve fictieve en bovennatuurlijke moordenaars, speelde hij ook echte seriemoordenaars zoals Ed Gein (in Ed Gein: The Butcher of Plainfield - 2007) en Dennis Rader (in B.T.K. - 2008). Daarnaast verscheen Hodder in onder meer Best of the Best, City Limits, Wishmaster, Daredevil en Monster.
Hodder is getrouwd met Susan B. Hodder, met wie hij zoons Jace en Reed kreeg.
- Bibliothèque nationale de France: cb14049784h (data)
- Gemeinsame Normdatei: 106160666X
- International Standard Name Identifier: 0000 0001 1918 8750
- Library of Congress Control Number: no2011061140
- SNAC: w6k944bv
- Système universitaire de documentation: 169679853
- Virtual International Authority File: 170375986
- WorldCat: E39PBJcWrdPfhfjj7yjyDptHYP